# Memética
La memética o memología es una hipótesis de contenido mental basado en una analogía de la evolución darwiniana. Los defensores describen la memética como una aproximación a los modelos evolutivos de transferencia de información cultural. El concepto fue popularizado por el biólogo evolutivo Richard Dawkins en su libro El gen egoísta.
El meme, análogo a un gen, fue concebido como una "unidad de cultura" (una idea, creencia, patrón de comportamiento, etc.) que se "hospeda" en la mente de uno o más individuos, y que puede reproducirse a sí mismo, saltando por tanto de mente a mente. Así, lo que de otro modo sería considerado como la influencia de un individuo sobre otro  a adoptar una creencia es visto ahora como una "idea-replicadora" que se reproduce a sí misma en un nuevo huésped al igual que con la genética, en particular bajo una interpretación dawkinsiana.

## Historia del término
En su libro El gen egoísta (1976), el etólogo Richard Dawkins utilizó el término meme para describir una unidad de evolución cultural humana análoga a los genes, argumentando que la replicación también ocurre en la cultura, aunque en un sentido diferente. En su libro, Dawkins sostenía que el meme es una unidad de información residente en el cerebro y el replicador mutante en la evolución cultural humana. Es un patrón que puede influir sobre sus alrededores y es capaz de propagarse. Estas ideas crearon un gran debate entre sociólogos, biólogos y científicos de otras disciplinas, porque el propio Dawkins no proporcionó una explicación completa de cómo la replicación de unidades de información en el cerebro controla el comportamiento humano y por ende la cultura. De la misma forma, el término "unidad de información" fue definido de formas diferentes por diversos científicos. [cita requerida].
Susan Blackmore (1999) reelaboró la definición de meme como cualquier cosa que se copia de una persona a otra, ya sean hábitos, habilidades, canciones, historias o cualquier otro tipo de información. Además afirmó que los memes, como los genes, son replicadores. Es decir, son informaciones que son copiadas con variaciones y selecciones. Puesto que solo algunas de la variaciones sobreviven, los memes (y por tanto las culturas humanas) evolucionan. Los memes se copian por imitación, enseñanza u otros métodos, y compiten por espacio en nuestros recuerdos y por la oportunidad de ser copiados de nuevo. Grandes grupos de memes que se copian y transmiten juntos se llaman memes complejos co-adaptados, o memeplexes (del inglés meme complexes). En la definición de Blackmore, pues, la forma en la que un meme se replica es la imitación. Esto requiere capacidad cerebral para imitar general o selectivamente un modelo. Dado que el proceso de aprendizaje social cambia de una persona  a otra, no puede decirse que el proceso de imitación sea completamente imitado. La igualdad de una idea puede ser expresada con diferentes memes de apoyo. Esto quiere decir que la tasa de mutación en la evolución memética es extremadamente alta, y que las mutaciones son incluso posibles dentro de todas y cada una de las interacciones del proceso de imitación. Esto resulta muy interesante cuando advertimos que existe un sistema social compuesto de una compleja red de micro-interacciones, pero a un nivel superior surge un orden para crear la cultura. [cita requerida].
Otra definición, dada por Hokky Situngkir, intenta ofrecer un formalismo más riguroso para el meme, los memeplexes y el deme, viendo al meme como una unidad cultural en un sistema complejo cultural. Está basada en el algoritmo genético darwiniano con algunas modificaciones para tener en cuenta los diferentes patrones de evolución observados en genes y memes. En la metodología de la memética como una forma de ver la cultura como un complejo sistema adaptativo, Situngkir describe una visión de la memética como una metodología alternativa de la evolución cultural. Sin embargo, hay muchas posibles definiciones acreditadas para la palabra «meme». Por ejemplo, en el sentido de la simulación por ordenador el término programación memética se usa para definir un determinado punto de vista computacional. [cita requerida].
La memética puede entenderse simplemente como un método de análisis científico de la evolución cultural. Sin embargo, los proponentes de la memética tal como se describe en Journal of Memetics - Evolutionary Models of Information Transmission creen que la "memética" tiene el potencial para ser un importante y prometedor análisis de la cultura usando el marco de trabajo de los conceptos evolutivos. [cita requerida].

## Aplicaciones
Las Metodologías de investigación que aplican memética van desde el marketing viral, la evolución cultural, la historia de las ideas hasta los análisis sociales. Muchas de estas aplicaciones no hacen referencia a la literatura sobre los memes directamente pero se construyen sobre la propagación de la idea que trata a las unidades semánticas de la cultura como la autorreplicación y mutación de los patrones de información que se supone es relevante para el estudio científico. Por ejemplo, el campo de las relaciones públicas está llena de intentos de introducir nuevas ideas y alterar el discurso social. Una forma de hacer esto es el diseño de un meme y su despliegue a través de diversos medios de comunicación. Un ejemplo histórico de la memética aplicada es la campaña de relaciones públicas llevada a cabo en 1991 como parte de la preparación para la primera guerra del Golfo en los Estados Unidos.

## Críticas y acusaciones de pseudociencia
Algunos críticos sostienen que las afirmaciones de algunos proponentes de la memética “no han sido probadas, no están respaldadas o son incorrectas”. James W. Polichak califica a la memética como una pseudociencia.
Luis Benítez-Bribiesca, también un crítico de la memética, la llama “un dogma pseudocientífico” y “una idea peligrosa que representa una amenaza para el estudio serio de la conciencia y la evolución cultural”. Como crítica fáctica, se refiere a la inexistencia de un “código” para los memes, como el ADN lo es para los genes, y al hecho de que el mecanismo de mutación de los memes (es decir, una idea que va de un cerebro a otro) es demasiado inestable (baja precisión de replicación y alta tasa de mutación), lo que haría caótico el proceso evolutivo.
El filósofo de la ciencia Mario Bunge, conocido por ser un crítico de las pseudociencias, sostiene que:

Toda la biología que quiere hacer pasar Dawkins por biología moderna no es tal cosa [...] Toda la biología de Dawkins es imaginaria. Por eso es que ha tenido tanto éxito, las obras de ficción se venden mucho mejor que los trabajos científicos.
Mario Bunge

Bunge critica a Richard Dawkins, a Daniel Dennett y a Steven Pinker, a quienes denomina “los tres mosqueteros”, y cataloga como difusores de versiones propias de ellos de la biología evolutiva. De acuerdo a Bunge, tales tres autores comparten muchas ideas y son difusores de pseudociencia, a la que hacen pasar por ciencia biológica darwiniana.
Henry Jenkins, Joshua Green y Sam Ford, en su libro Spreadable Media (2013) critican la idea de “meme” de Dawkins, y escriben que “si bien la idea del meme es cautivadora, puede no dar cuenta adecuadamente de cómo circula el contenido a través de la cultura participativa”. Los tres autores también critican la descripción de los memes como “autorreplicantes”, porque ignora el hecho de que “la cultura es un producto humano y se replica a través de la agencia humana”.
Como otros críticos, Maria Kronfeldner ha criticado la memética por basarse en una analogía con el gen que afirma que es inexacta; por otra parte, afirma que es “heurísticamente trivial”, siendo una mera redescripción de lo que ya se sabe sin ofrecer ninguna novedad útil.

## Lecturas recomendadas
- Virus of the Mind de Richard Brodie - Una introducción al campo de la memética.
- Despertando del sueño del meme, de Susan Blackmore
- "Memética e historia" Archivado el 28 de julio de 2011 en Wayback Machine. artículo de Rafael Robles, V Jornadas de Filosofía en la Universidad Nacional de Educación a Distancia en Guadalajara (España) 10-11 de mayo de 2002. ISBN 84-7788-282-7 D. Legal: AB-370-2003